# Orchestina dapojing
Espèce
Orchestina dapojing est une espèce d'araignées aranéomorphes de la famille des Oonopidae.

## Distribution
Cette espèce est endémique du Yunnan en Chine,. Elle se rencontre vers Dali.

## Description
Le mâle holotype mesure 1,33 mm et la femelle paratype 1,63 mm.

## Systématique et taxinomie
Cette espèce a été décrite par Tong et Yang en 2024.

## Étymologie
Son nom d'espèce lui a été donné en référence au lieu de sa découverte, Dapojing. 

## Publication originale
- Wang, Bian, Tong & Yang, 2024 : « Two new species of Orchestina Simon, 1882 (Araneae, Oonopidae) from Cangshan Mountain, Yunnan, China. » ZooKeys, vol. 1195, p. 239-247 (texte intégral).